# Cisadap
Cisadap is een bestuurslaag in het regentschap Ciamis van de provincie West-Java, Indonesië. Cisadap telt 5697 inwoners (volkstelling 2010).